# Shadegan
Shādegān (farsi شادگان) è il capoluogo dello shahrestān di Shadegan, circoscrizione Centrale, nella provincia del Khūzestān. Aveva, nel 2006, una popolazione di 48.642 abitanti.